# Artensis (Schiff, 1885)
Die Artensis war ein norwegisches Segelschiff, das im Ersten Weltkrieg von einem deutschen U-Boot versenkt wurde.

## Bau und technische Daten
Das Schiff, ein Drei-Mast-Vollschiff mit Stahlrumpf, lief am 27. Oktober 1885 mit der Baunummer 267 bei Archibald McMillan & Son in Dumbarton am Firth of Clyde in Schottland als Celtic Chief für die Reederei Parry Jones & Co. in Liverpool vom Stapel. Es war 81,3 m lang und 12,04 m breit, hatte 6,8 m Tiefgang, und war mit 1.789 BRT und 1.709 NRT vermessen. Die Wasserverdrängung betrug 2.600 Tonnen.

## Schicksal
1888 wurde die Celtic Chief an R. Hughes-Jones & Co. in Liverpool verkauft. Im April 1911 erfolgte ein erneuter Verkauf, diesmal an die Skibs-A/S Artensis (Sigurd Bruusgaard) in Drammen (Norwegen), und das Schiff erhielt den Namen Artensis.
Am 8. Juni 1916 geriet die Artensis im dichten Nebel vor Seaside Park, New Jersey, auf Position 39° 55′ 39″ N, 74° 4′ 17,4″ W auf Strand, und die Besatzung musste von den Leuten der einige Kilometer weiter südlich gelegenen Coast Guard Station 110 Island Beach mit Hosenbojen an Land geholt werden. Das Schiff erlitt allerdings kaum Schaden und konnte zehn Tage später wieder freigeschleppt werden. Da die Besatzung zu abergläubisch war, um wieder an Bord zu gehen, musste eine Ersatzbesatzung in New York angeheuert werden, um das Schiff wieder flott zu machen.
Am 19. Juli 1917 wurde die Artensis, die sich unter Ballast auf der Fahrt von Glasgow nach Hampton Roads in Virginia (Vereinigte Staaten) befand, westlich von Irland von dem deutschen U-Boot U 87 unter Kapitänleutnant Rudolf Schneider aufgebracht und auf Position 54° 19′ 12″ N, 11° 4′ 12″ W versenkt.